# Jean de Thévalle
Jean de Thévalle, fils de Jean de Thévalle, et de Françoise de Scépaux , militaire et gentilhomme français du XVIe siècle, chevalier de l'ordre du Saint-Esprit, seigneur d'Aviré, de Saulges et de Peau-le-Maure, gouverneur de Metz.

## Biographie
Guidon de la compagnie de son oncle, François de Scépeaux de VieilleVille en 1557, il le suit dans toutes ses campagnes, assiste le 21 septembre 1563 à l'assemblée qui eut lieu au palais d'Avignon pour la pacification des troubles, devient chambellan du duc d'Alençon, lieutenant de la compagnie du maréchal de la VieilleVille, 1566, gentilhomme ordinaire de Charles IX, passe la montre des compagnies de Louis III de Montpensier, duc de Montpensier , le 9 juin 1567, fait le 9 août la solde des 6000 Suisses levés par le roi, et remplace enfin comme lieutenant de François de Scépeaux, à Metz, d'Aussance, qui avait voulu livrer la ville aux protestants, 1568.
Il s'appliqua, mais avec prudence, à détruire l'influence des huguenots et à affermir l'autorité encore très précaire de la couronne dans les Trois-Évêchés. Une lettre qu'il écrivit à son oncle le 20 juin 1568 montre quelles difficultés il éprouvait pour trouver l'argent des soldes militaires et pour prévenir les désertions et les désordres. Il empêcha les catholiques de se livrer à des représailles, dut modérer le zèle et rabattre l'arrogance du président Viart, et après le passage de la cour à Metz, eut en son nom une compagnie de 50 lances.
Après la mort du maréchal de la VieilleVille (30 novembre 1571), Thévalle garda la lieutenance de Metz sous le comte de Retz, puis sous le marquis de Piennes (1575) ; il se compromit un instant parmi les Mécontents à la mort de Charles IX, mais se retira assez vite, fut nommé membre du conseil privé et doté d'une pension de 3 000 livres par Henri III. En 1577, il avait charge de deux compagnie (400 hommes) de Monsieur, frère du roi, se faisait blesser au siège d'Issoire ; l'année suivante, le roi reconnaissait ses services recommandables et signalés par deux nouvelles gratifications, puis le créait chevalier de l'Ordre du Saint-Esprit à la promotion du 31 décembre 1581. Il prenait encore le titre de lieutenant de Metz et pays messin le 2 mai 1584. Il mourut après le 27 septembre 1588.
On lui dressa dans l'église de Cheméré un magnifique mausolée en marbre blanc, avec sa statue à genoux. Encore en place en 1808, ce monument a été détruit depuis, quelques débris ont été employés dans la construction de l'autel de Saint-Sébastien, un autre morceau déterré au début du XXe siècle dans le jardin du presbytère appartenait à Louis Garnier.
Un jeton frappé en 1572 montre d'un côté son écu, d'or à 3 annellets de sable, entouré du collier de l'Ordre de Saint-Michel, avec la légende : Jehan de Tévalle, et au revers un trophée d'armes et la devise Deo et Regi, 1572. Deux quittances du fonds Clairambault ont son signet avec le même écu surmonté d'une croix (1559) ou d'un heaume (1564) et accosté des lettres I et D. Jean de Thévalle avait eu plusieurs enfants de Radegonde Fresneau. Jacquine survécut seule.

## Source partielle
- « Jean de Thévalle », dans Alphonse-Victor Angot et Ferdinand Gaugain, Dictionnaire historique, topographique et biographique de la Mayenne, Laval, A. Goupil, 1900-1910 [détail des éditions] (BNF 34106789, présentation en ligne), t. III, p. 764.